# Танци, Вито
Вито Танци (итал. Vito Tanzi; род. 29 ноября 1935, Мола-ди-Бари, Апулия) — итальянский экономист, президент Международного института государственных финансов (IIPF) в 1990—1994 годах, автор эффекта Танци.

## Биография
Вито родился 29 ноября 1935 года в Мола-ди-Бари в Италии в семье Луиджи и Марии Танзи. В 1956 году семья переехала в США.
Получил степень бакалавра в 1959 году, магистра искусств в 1961 году в университете Джорджа Вашингтона. В 1963 году был удостоен магистерской степени по экономике (MA), в 1967 году успешно защитил докторскую диссертацию по экономике (PhD) в Гарвардском университете.
Свою трудовою деятельность начал профессором экономики в 1967—1974 года, заведующий кафедрой в 1970—1973 годах на экономическом факультете в Американском университете.
Затем в 1974—1981 годах был начальником отдела налоговой политики, в 1981—2000 годах — директор департамента по финансовым вопросам Международного валютного фонда. В 2000—2001 годах старший помощник Фонда Карнеги. В 2001—2003 годах — государственный секретарь по экономике и финансам в правительстве Италии (во втором Правительстве Берлускони), в 2003—2007 годах — старший консультант Межамериканского банка развития.
Является членом Международного института государственных финансов, членом Американской экономической ассоциации.
В настоящий момент живёт в Бетесда в США.
Семья
Женился 25 июля 1965 года на Мадлен С. Танци, имеет трёх детей: Вито Луиджи Танци, Александр Бруно Танци, Джанкарло Оливье Танци.

## Вклад в науку
В честь Вито Танци назван эффект Танци.

## Награды
За свои достижения был неоднократно награждён:
- 1990—1994 годах — президент Международного института государственных финансам (IIPF);
- орден «За заслуги перед Итальянской Республикой» (командор);
- листинг в Marquis Who’s Who;
- почётный доктор Национального университета Кордовы, Льежского университета, Туринского университета, Лиссабонского университета, Университета Бари.